# Onychocamptus bengalensis
Onychocamptus bengalensis is een eenoogkreeftjessoort uit de familie van de Laophontidae. De wetenschappelijke naam van de soort is voor het eerst geldig gepubliceerd in 1934 door Sewell.